# 戈里科耶湖 (博格勒區)
54°34′36″N 90°51′15″E / 54.57667°N 90.85417°E
戈里科耶湖（俄语：Горькое），是俄羅斯的湖泊，位於該國南部哈卡斯共和國，由博格勒區負責管轄，面積2.8平方公里，海拔高度277米，最大水深2.5米。